# Tieghemella heckelii
Espèce
Classification phylogénétique
Statut de conservation UICN

 EN A1cd : En danger
Tieghemella heckelii est une espèce de plantes à fleurs de la famille des Sapotaceae. C'est un arbre originaire d'Afrique tropicale.

## Nom vernaculaire
- anglais : Cherry Mahogany

## Reproduction
La dissémination de ses graines est facilitée par les éléphants, celles-ci étant capables de germer dans les excréments d'éléphant.

## Répartition
L'espèce est répandue dans les forêts primaires de plaine du Cameroun, de Côte d'Ivoire, du Gabon, du Ghana, du Liberia, du Nigeria, et du Sierra Leone.

## Conservation
L'espèce est menacée par la déforestation et l'exploitation forestière.